# Ceratinella sibirica
Ceratinella sibirica är en spindelart som beskrevs av Embrik Strand 1903. Ceratinella sibirica ingår i släktet Ceratinella och familjen täckvävarspindlar. Inga underarter finns listade i Catalogue of Life.